# Ирландская волынка
Ирландская волынка (англ. uilleann pipes) — разновидность волынки. Распространена в Ирландии и применяется в основном как инструмент для исполнения ирландской народной музыки. В силу того, что чантер (мелодическая трубка) ирландской волынки имеет диапазон в две полных октавы и может быть оснащен клапанами, которые дают возможность играть полутона, современная ирландская волынка — это достаточно универсальный и гибкий инструмент, который может применяться в различных музыкальных стилях.

## История

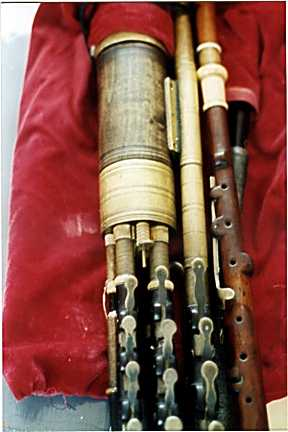
Сток, регуляторы, бурдонный патрубок и чантер uilleann pipes

Древнейшая ирландская волынка, по свидетельству брегонских законов V века, была крестьянским инструментом, в мешок которого воздух нагнетался ртом. В древних ирландских летописях встречаются упоминания о cuisleannach — волынщиках-трубкодувах (pipe blowers). Трудно сказать, когда точно волынка впервые появилась в Ирландии, но известно, что в своей ранней форме она напоминала современную шотландскую.
В XVII веке в Ирландии, среди высшего и низшего классов приобрела популярность волынка с локтевым нагнетанием воздуха, подобная французской волынке musette (мюзетт). К XVIII веку несколько усовершенствованная uilleann pipes вытеснила арфу как ведущий инструмент в большей части жанров ирландской музыки. Во второй половине XVIII века изобретение чантера (мелодической трубки) с клапанами, регуляторов, а также, позже другие усовершенствования таких мастеров, как Иган (Egan) из Дублина привели к появлению инструмента, который сейчас называют наиболее развитой волынкой в мире.
Ирландская волынка — наиболее развитый и сложный вариант волынки на сегодняшний день. Полный сэт (full set — комплект) uilleann pipes включает воздушный мешок, мехи, чантер, три бурдона и три регулятора.

## Устройство и способ игры

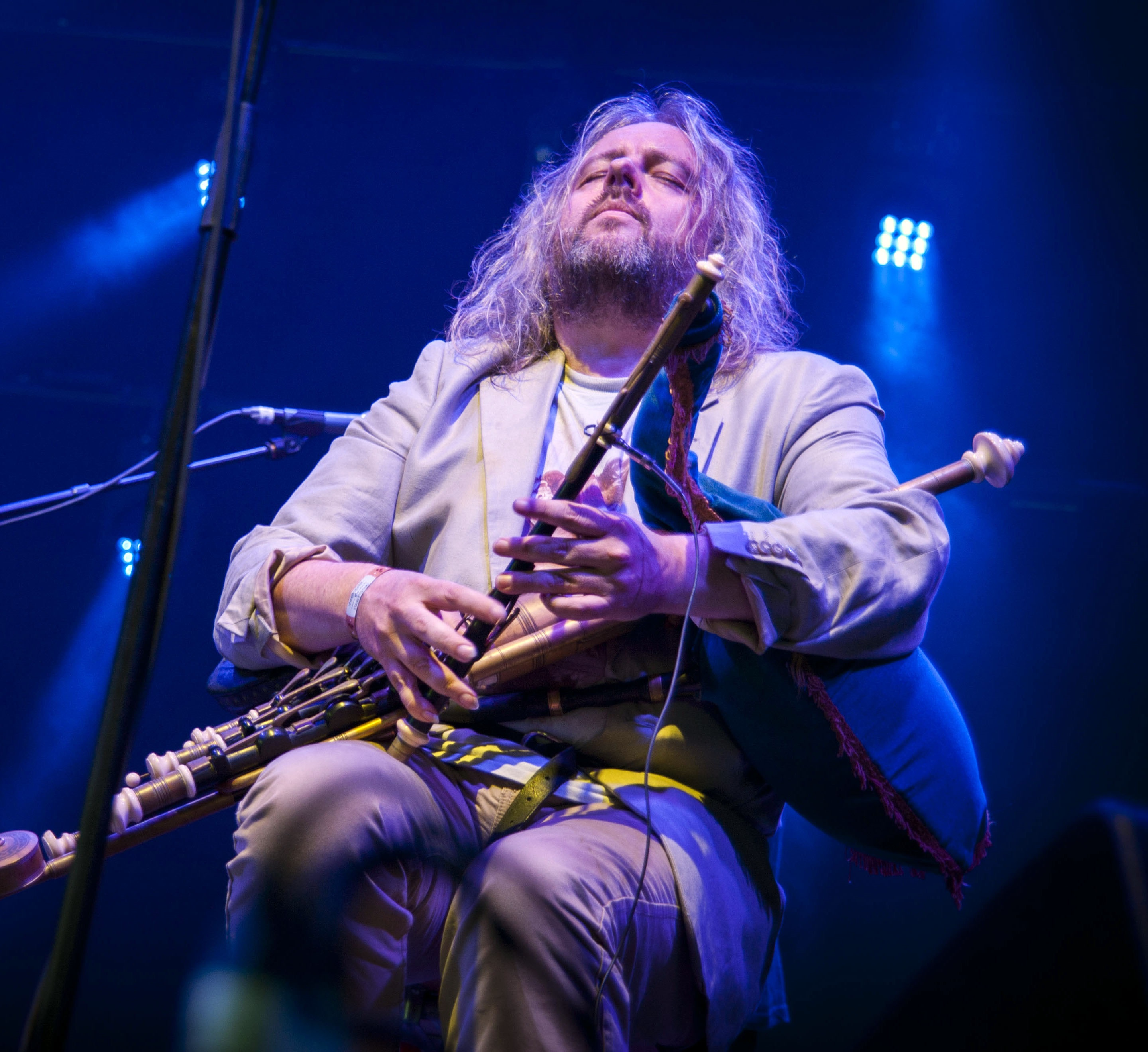
Трой Донокли, 2014 год

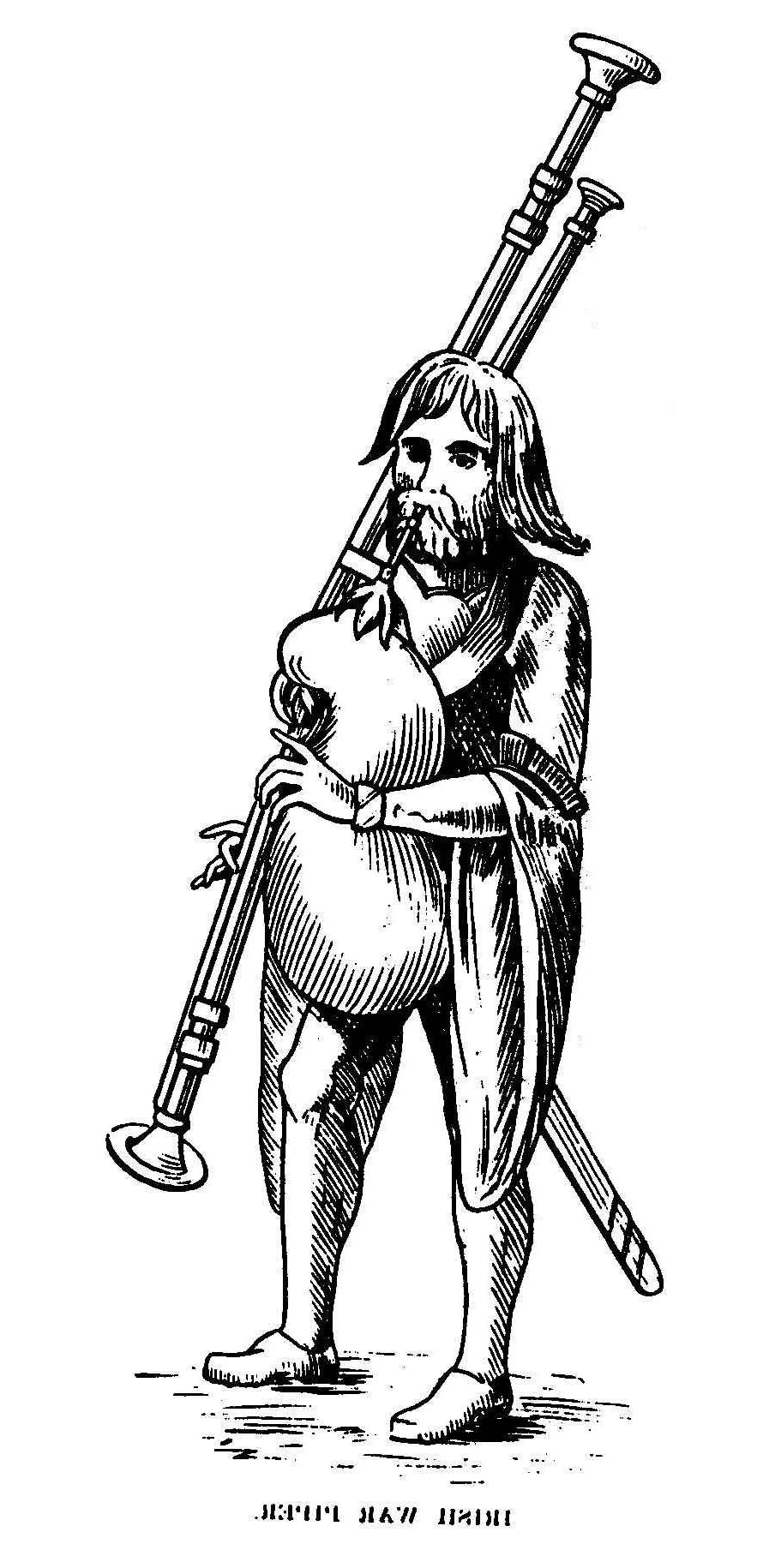
Irish War Piper, с гравюры XVI века

В мешок Irish uilleann pipes воздух нагнетается локтевыми мехами, в отличие, например, от шотландской горской волынки (scottish highland bagpipe), в мешок которой воздух нагнетается ртом. Диапазон чантера Irish uilleann pipes — две октавы; у шотландской волынки — всего 9 тонов. В случае, если чантер волынки делается в тональности D (ре), диапазон может быть даже больше — до С (до) третьей октавы. Чантер имеет семь отверстий с лицевой стороны и одно для большого пальца на тыльной.
Бурдонные патрубки — бас, баритон и тенор, вставляются в общее основание (сток) и, (будучи включенными), дают непрерывный тон на протяжении всей мелодии. Патрубки-регуляторы (regulators) (их также обычно три: бас, баритон и тенор), лежат поперек бедра музыканта таким образом, что их клапаны могут нажиматься нижней частью ладони правой руки, играющей на чантере. Расположение клапанов по три в ряд позволяет играть простой гармонический аккомпанемент.
Играют на инструменте сидя. Музыкант прикрепляет ремнем мехи к правому локтю, которым накачивает воздух в мешок. Поток воздуха из мешка контролируется левым локтем, усилением давления на него достигается переход во вторую (верхнюю) октаву. Аппликатура чантера закрытая. Чантер располагается над правым бедром. Правой рукой играют на нижних нотах чантера, а её запястьем управляют бурдонами и играют аккомпанемент на регуляторах.
Irish uilleann pipes обладает необычным для волынок тембром звука — он средний по громкости, мягкий и сочный.
Из-за сложности устройства и дороговизны ирландская волынка встречается в разных комплектациях, преобразуемых одна в другую по мере усложнения:
- «учебный комплект» practice set — чантер без клапанов, с мешком и мехами, для начального обучения;
- «половинный комплект» half set — инструмент с бурдонными патрубками, но без регуляторов;
- «полный комплект» full set — инструмент в полном сборе, с регуляторами и бурдонами, чантер может быть с клапанами.

## Ирландская военная волынка
В Ирландии бытует ещё один тип волынки — ирландская военная волынка (Irish War Pipes). По устройству и особенностям она очень похожа на шотландскую хайлендскую волынку, но имеет только один бурдонный патрубок (у шотландской их 3). Подобная волынка существовала в Ирландии ещё в XVI веке. Irish War Pipes распространена в основном на севере Ирландии.